# Casa de Benavente
La Casa de Benavente es una casa nobiliaria española originaria de la corona de Castilla, que recibe su nombre del señorío de Benavente, más tarde convertido en condado de Benavente y finalmente en ducado de Benavente. El fundador de la casa, Juan Alonso Pimentel, de origen portugués, se estableció en la corona de Castilla a finales del siglo XIV, donde recibió de manos del rey Enrique III en 1398 los señoríos de Benavente, Villalón y Mayorga. Los herederos del ducado de Benavente han ostentado tradicionalmente el condado de Mayorga.
Las armas de la casa de Benavente la componen un escudo cuartelado. En el primer y en el cuarto cuartel, en campo de oro tres fajas de gules, mientras que el en segundo y el tercero, en campo de sinople cinco veneras de plata colocados en sotuer; todo ello rodeado con bordura componada de la corona de Castilla y León. 
Los condes-duques de Benavente ejercieron el patronazgo en las siguienbtes fundaciones en Benavente: Iglesia de San Nicolás, Iglesia de Santa María del Azogue, Convento de San Francisco, Convento de Santo Domingo y Hospital de Nuestra Señora de la Piedad. En el convento de San Francisco se sitúa la capilla funeraria o panteón de los Pimentel.
La casa de Benavente se unió a la casa de Osuna en la descendencia de la XII duquesa María Josefa Pimentel y Téllez-Girón, casada en 1771 con Pedro de Alcántara Téllez-Girón y Pacheco, IX duque de Osuna. La casa de Villafranca del Bierzo tiene su origen en la casa de Benavente y en la casa de Osorio.
La familia Pimentel, oriunda de Portugal, se estableció a finales del siglo XIV en Castilla, donde recibió el señorío de Benavente de la provincia de Zamora en 1398, y los de Mayorga y Villalón. Casi dominaron la provincia de Valladolid y aspiraron a ejercer una gran influencia en Galicia. 

## Patrimonio inmueble y patronazgo
El patronazgo de los condes-duques se centró en el municipio de Benanvente.
- Iglesia de San Nicolás;
- Iglesia de Santa María del Azogue;
- Convento de San Francisco;
- Convento de Santo Domingo;
- Hospital de Nuestra Señora de la Piedad;
- Palacio de los Condes de Benavente;
- Castillo de los Condes de Benavente;
- Torre del Caracol.

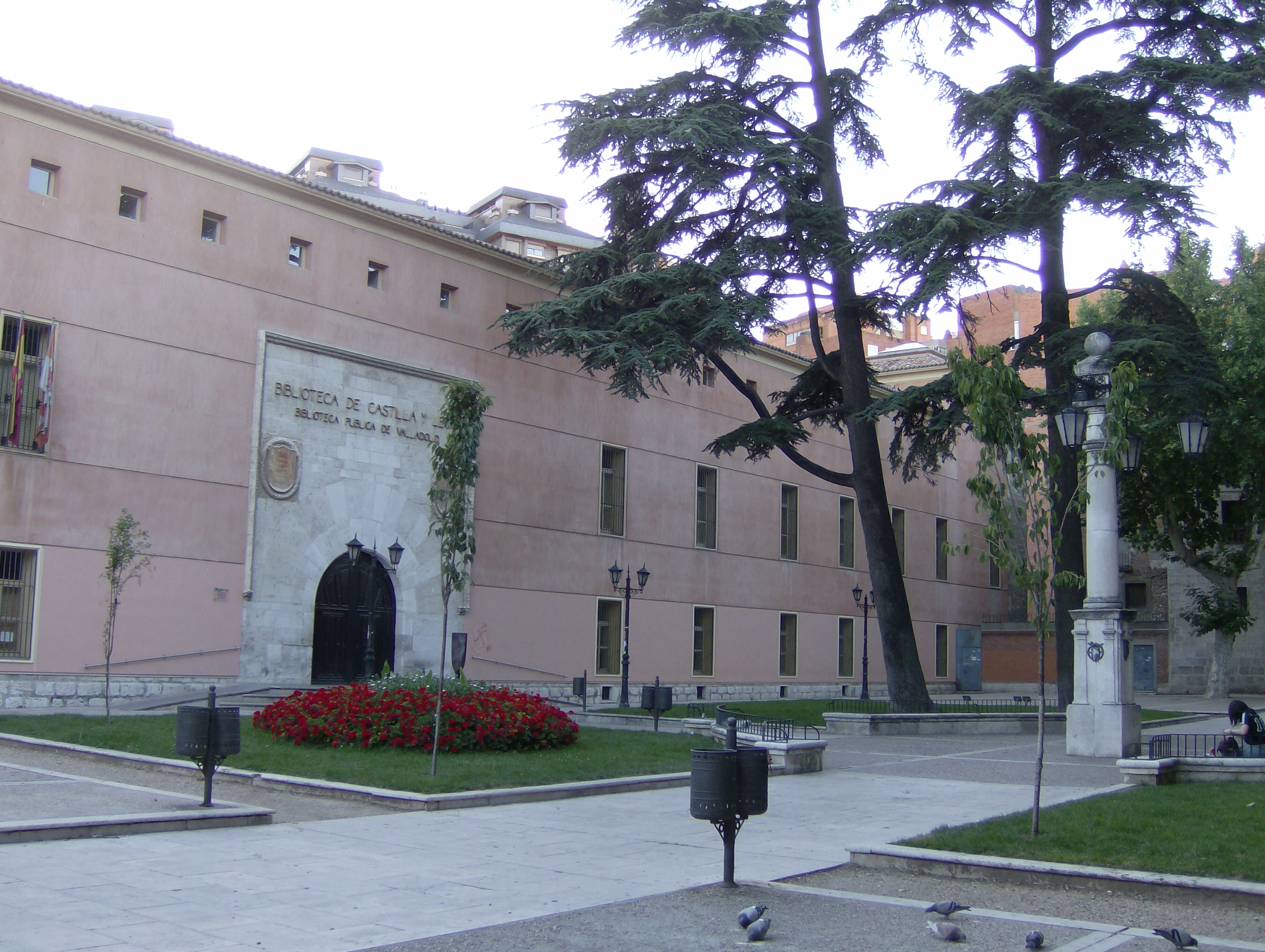
Palacio de los Condes de Benavente en la Plaza de la Trinidad de Valladolid.
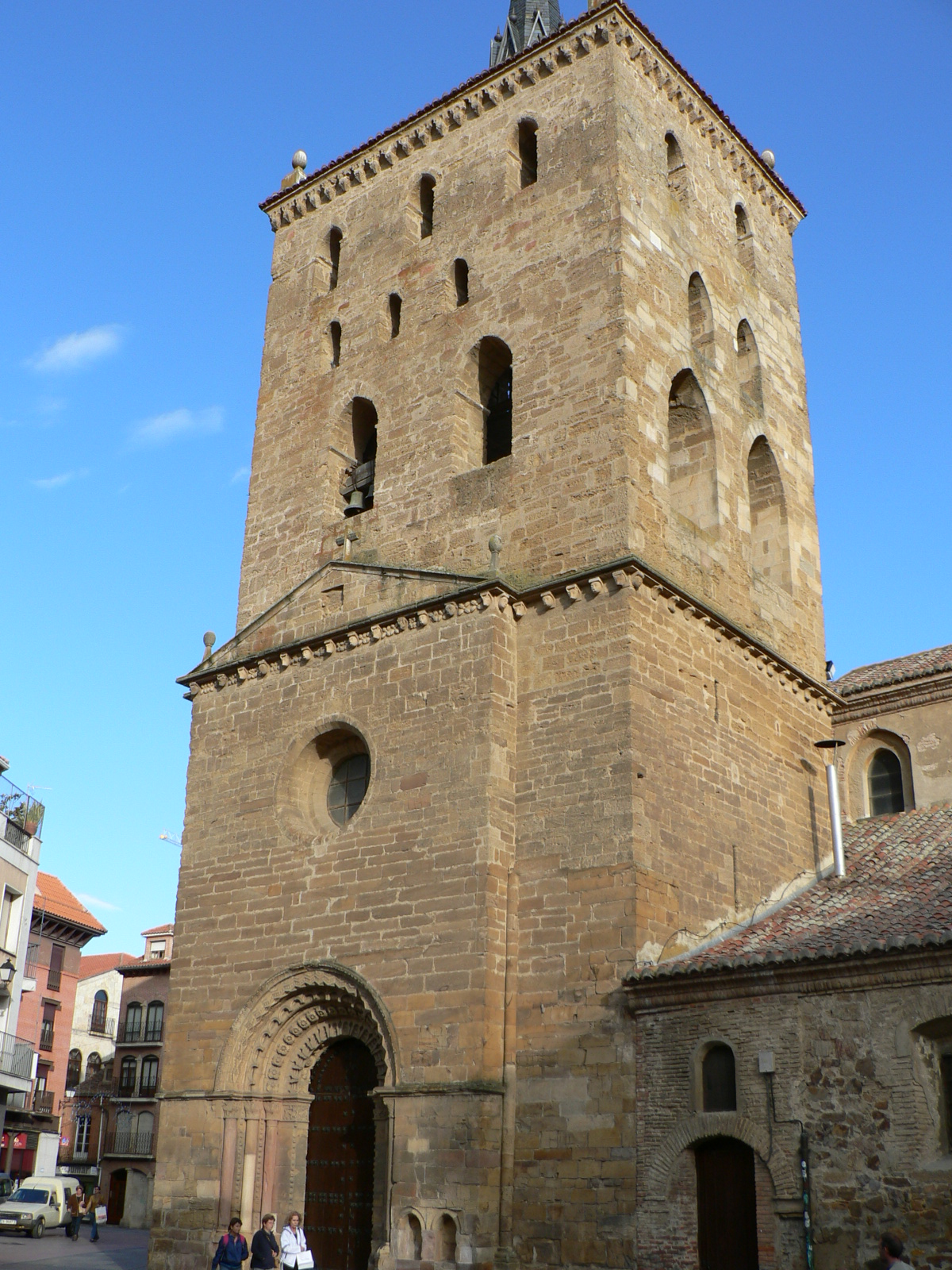
Vista de la Iglesia de Santa María del Azogue.
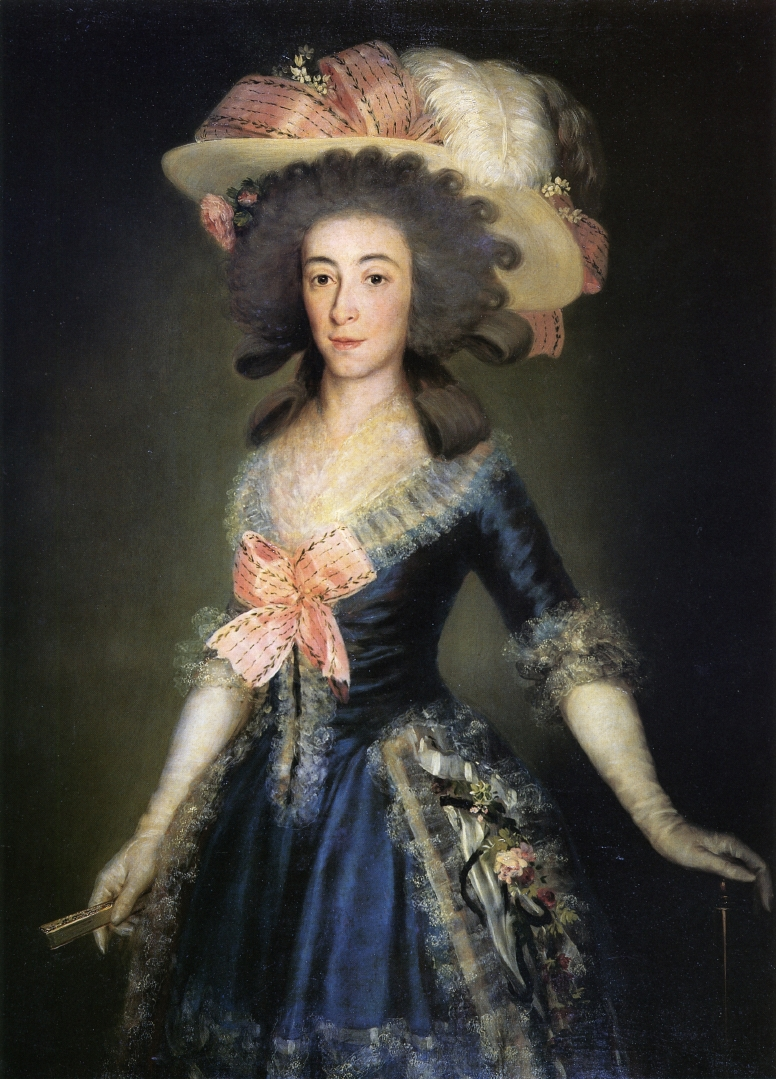
La XII duquesa de Benavente retratada por Goya.
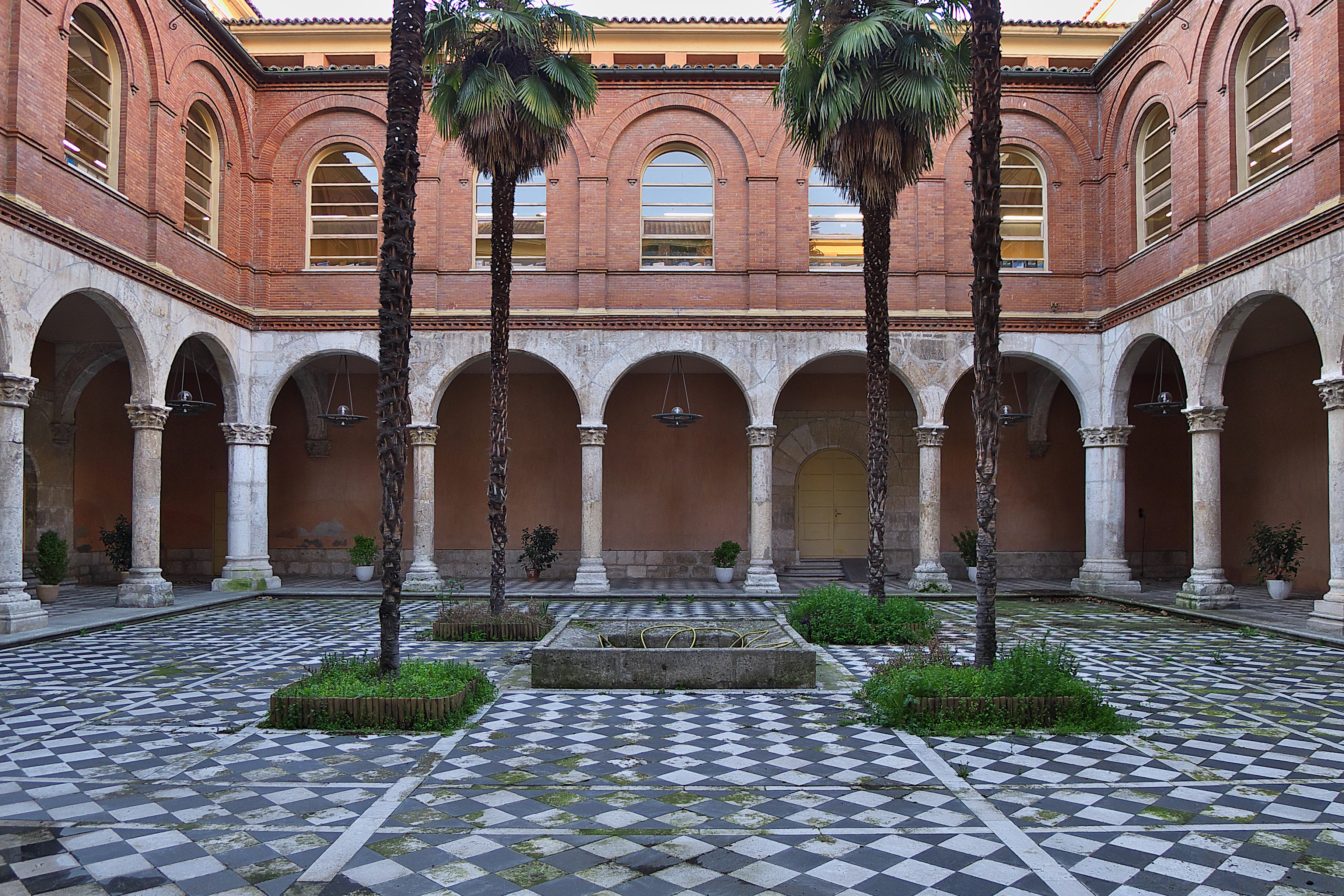
Palacio de los Condes de Benavente. Valladolid